# جبران روشنایی

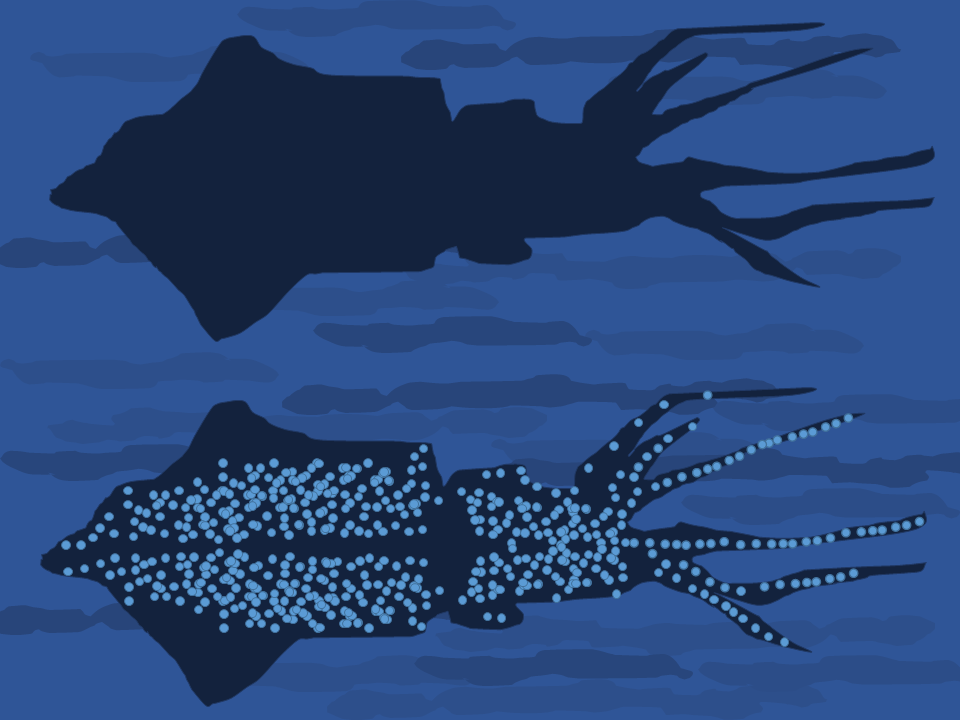
نمای یک ماهی مرکب تابناک از زیر، در دو حالت با و بدون ضدروشنایی

جبران روشنایی یا ضدروشنایی (به انگلیسی: Counter-illumination)، روشی برای استتار فعال است که آبزیان دریایی نظیر ماهی مرکب تابناک و ناوبان‌ماهی از آن استفاده می‌کنند. این آبزیان در بدن خود نور تولید کرده و سعی می‌کنند تا نور بازتابیده از بدنشان، از نظر درخشانی و طول موج، با محیط پیرامون هماهنگ باشد.
هنگامی که آبزیان دیگر، ماهیان شناور در عمق متوسط را از زیر می‌بینند، نیم‌رخ آنها در زمینه روشن‌تر سطح دریا به صورت تاریک‌تر و به‌خوبی دیده می‌شود. ماهی‌های عمق متوسط برای جلوگیری از دیده شدن و استتار خود، از طریق فرایند زیست‌تابی در سطوح زیر بدن خود نور تولید کرده و روشنایی نیم‌رخ خود را تنظیم می‌کنند. این نور گاهی از طریق غده‌های نوربر در بدن خود ماهی، و گاهی از طریق باکتری‌های هم‌زی تولید می‌شود.
این باکتری‌ها، بیشتر از گونه دگرخمیزه فیشر (Aliivibrio fischeri) هستند.